# Ларін Юрій Михайлович
Ларін Юрій Михайлович (справжнє ім'я Лур'є Михайло Олександрович) (17 червня 1882, Сімферополь — 14 січня 1932, Москва) — учасник російського революційного руху, радянський економіст, публіцист.

## Псевдонім
По-батькові він утворив від свого імені, а прізвище перейняв від пушкінського «Онєгіна». Єдине, що Михайло не забажав стати «батьком» Тетяни, Дмитром, «смиренним грішником і господнім рабом», а обрав собі ім'я Юрій. Перша літера імені ніби прилипла до прізвища, і часто друзі жартома називали його «товариш Юларін».

## Ранні роки
Народився в сім'ї єврейського інженера, публіциста і поета Соломона(Залмана) Аркадійовича Лур'є. Той жив у Петербурзі і за чутками був близьким до двору Миколи II.
Матір'ю Ларіна була сестра відомих книговидавців Олександра та Ігнатія Гранатів. Сім'я розпалася за трагічних обставин. Перенесена під час вагітності скарлатина, привела до страшного ускладнення: прогресуючої атрофії м'язів і до внутрішньоутробного зараження дитини. Олександр Лур'є залишив хвору дружину ще до народження сина і незабаром оформив розлучення.
Батька Ларін не знав. Бачив його лише один раз. Будучи вже відомим революціонером, він зважився зайти до нього, щоб познайомитися. Ларін назвався Михайлом Олександровичем Лур'є і попросив доповісти про себе. Він увійшов у великий кабінет і побачив спотворене жахом обличчя людини, яка сиділа напроти. Син з презирством подивився на батька і зміг вимовити лише декілька слів:
«Я помилився, ви, очевидно, однофамілець того Лур'є, якого я хотів побачити», — і вийшов з кабінету. Батько мовчав, навіть не спробувавши повернути сина.
Мав дуже тісні стосунки зі своїм дядьком, Ігнатієм Гранатом, який всяко допомагав племіннику під час царських репресій, а також в еміграції.

## Революційний період
Починаючи з 1900 року, юний Ларін поринув у революційний рух, спочатку в Сімферополі, а потім в Одесі, де керував студентською соціал-демократичною організацією. Повернувшись до Сімферополя, він організував Сімферопольський, потім Кримський Союз РСДРП, за що і був засланий на 8 років до Якутії.
У 1904 році втік із заслання та емігрував до Женеви, де приєднався до меншовиків.
У 1905 році під впливом подій 9 січня повернувся до Петербурга і включився в бурхливу революційну діяльність, але вже в травні 1905 року Ларіна посадили в Петропавловську фортецю. Завдяки жовтневому страйку 1905 року він втікає з тюремної лікарні. Пізніше він переїжджає в Україну, де керує Спілкою — організацією, що об'єднувала більшовиків і меншовиків. Від Спілки делегується на IV Стокгольмський (1906 р.), потім Лондонський (1907 р.) з'їзди РСДРП.
Разом з дружиною Оленою жив в Німеччині, звідки був висланий на початку першої світової війни. У 1916 році жив у Стокгольмі. Під прізвищем Лур'є співпрацював в газеті «Русские ведомости» та журналі «Вестник Европы». Надалі під прізвищем Ларін співпрацював у революційній пресі.
До 1912 року посилюються розбіжності Ларіна з меншовиками. Він займає інтернаціоналістську позицію. Одразу ж після лютневої революції, видає журнал «Інтернаціонал», а на VI з'їзді РСДРП (б) в серпні 1917 року офіційно вступає до більшовицької партії.
Як член Виконкому Петроградської Ради, він брав участь в Жовтневій революції. Його статті про економіку Німеччини, видані пізніше в книзі «Державний капіталізм Німеччини у воєнний час», дали привід Леніну доручити Ларіну зайнятися організацією господарства Росії в післяреволюційний період.
"Доля послала мені щастя, — згадував Ларін, — стояти біля колиски радянської економіки і політики взагалі і ВРНГ зокрема … 25 жовтня 1917 р товариш Ленін сказав мені: "Ви займалися питаннями організації німецького господарства, синдикатами, трестами, банками — займіться цим у нас. «І я зайнявся».
У 1917—1921 роках — член президії ВРНГ. Один з творців Держплану СРСР, з листопада 1921 року — член її президії.
Цікаво те, що, коли Є. Преображенський в 1921 році запропонував створити марксистський економічний науково-дослідний інститут, Ленін викреслив Ларіна (і Д. Б. Рязанова) з числа запропонованих працівників з позначкою: «Це не підходить».
Ларін був одним з прихильників повної ліквідації грошового обігу. Він доводив необхідність якнайшвидшого переходу до прямого розподілу товарів та послуг, висміював комерційний розрахунок і вільну торгівлю.
Хоча в подальшому ВРНГ був очолений Риковим А. І., справжнім натхненником діяльності цього органу залишався Ларін. У своєму кабінеті він розглядав найрізноманітніші проекти в сфері економіки, і приймав деякі з них. Аналізуючи діяльність цього «економічного авантюриста»

Американський історик Річард Пайпс писав: 
«Цей напівпаралізований інвалід, мало відомий навіть фахівцям, може по праву вважатися автором унікального в історії досягнення: навряд чи кому-небудь ще вдавалося за неймовірно короткий термін (30 місяців) пустити під укіс економіку великої держави».
Хоча перші два з половиною роки при владі вплив Ларіна на Леніна був величезним, але в 1921 році останній почав висловлювати різке роздратування стосовно «ларінських фантазій».
Зі спогадів сучасника Лібермана С. І. 
На одному засіданні [в 1921 році] … Цюрупа … так прямо і сказав, як аргумент проти якогось проекту: Ну, це ж «ларінський винахід»! У Леніна, й у наймолодших учасників засідання на обличчі з'явилася іронічна посмішка.
В 1923 році був ініціатором проекту зі створення єврейських землеробських поселень в Криму, в Україні та в Білорусі. Для реалізації цього задуму було створено Товариство земельного облаштування трудящих євреїв в СРСР(ОЗЕТ) для допомоги КомЗЕТ (Державного комітету з земельного устрою єврейських трудящих при Президії Ради національностей Центрального виконавчого комітету СРСР), головою якого став Ларін.
Помер 14 січня 1932 року в Москві. Похований біля Кремлівської стіни.

## Сім'я
Разом з дружиною Оленою виховував прийомну дочку — Ларіну Анну Михайлівну (1914—1996) — третя дружина Н. І. Бухаріна, репресована, автор спогадів «Незабутнє».